# Acacia acanthoclada
Acacia acanthoclada es un arbusto perteneciente a la familia de las fabáceas.

## Distribución geográfica
Es una especie nativa de Australia. Crece de forma natural en Australia del Sur y Victoria y está en peligro de extinción en Nueva Gales del Sur.

## Descripción
Es un arbusto que alcanza los 2 metros de altura y tiene peciolos de 0,2 a 0,6 cm de largo y 1 a 2 mm de ancho. Las flores son de color amarillo dorado y aparecen desde el final del invierno al comienzo del verano, produciendo las semillas, que tienen 3-6 cm de largo, en vainas torcidas.

## Taxonomía
Acacia acanthoclada fue descrita por Ferdinand von Mueller y publicado en Fragmenta Phytographiæ Australiæ 3: 127. 1862.
Etimología
Acacia: nombre genérico derivado del griego ακακία (akakia), que fue otorgado por el botánico Griego Pedanius Dioscorides (A.C. 90-40) para el árbol medicinal A. nilotica en su libro De Materia Medica. El nombre deriva de la palabra griega, ακις (akis, espinas).
acanthoclada: epíteto latino que significa "con ramas espinosas".
Subespecies
Presenta dos subespecies:
- Acacia acanthoclada subsp. acanthoclada F.Muell.
- Acacia acanthoclada subsp. glaucescens Maslin